# 水野良
水野 良（みずの りょう、1963年7月13日 -）は、日本の作家、ゲームデザイナー。『ロードス島戦記』や『魔法戦士リウイ』で知られる。本名は榎本 武士（えのもと たけし）。
大阪府出身、血液型A型。立命館大学法学部卒業。兄弟に2つ上の兄がいる。

## 経歴
大学在学中からRPGに関心を持ち、安田均をブレイン役として山本弘らとSFゲームサークル「シンタックスエラー」を結成。やがてグループSNEの設立（1987年）に参加することになる。1997年に独立し、現在は同社社友。2020年10月27日よりブシロード社外監査役。
『コンプティーク』誌で連載された、『ロードス島戦記』のリプレイを小説化した『ロードス島戦記 灰色の魔女』で小説家としてのデビューを飾る。本書は通算100万部以上売れるいわゆるミリオンセラーとなっており、ライトノベル分野におけるファンタジーの地位を確立する牽引役の一つとなったと考えられる。
『ロードス島』だけではなく、グループSNEが小説・ゲームの舞台として展開しているフォーセリア世界の設定においても大きな役割を占めている。
ブロッコリー社の作品『ギャラクシーエンジェル』の総監修を行う傍ら、2005年8月5日からはラジオ番組『水野良Produce りょーことゆーなの G☆A☆』（ラジオ関西/音泉・放送終了）にてレギュラー出演。
『ソード・ワールドRPGリプレイ第3部』ではプレイヤーとして参加していたとされており（プレイヤーキャラクターの1人『白いダークエルフ』ことスイフリーの演者だと言われている。「水野良→水 / 野良→スイ（水）フリー（野良）」という命名方法であるらしい）、『ソード・ワールドRPG 完全版』でのルール変更の一因を作っている。
大学時代の同期にSF作家、童話作家の喜多哲士がいる。
2001年時点で日本SF作家クラブ会員だったが、2024年10月時点では会員名簿に名前がない。

## 作品リスト

### 小説
ロードス島戦記（角川スニーカー文庫）
ロードス島伝説（角川スニーカー文庫）
新ロードス島戦記（角川スニーカー文庫）
ロードス島戦記 誓約の宝冠（角川スニーカー文庫）
魔法戦士リウイ（富士見ファンタジア文庫）
クリスタニアシリーズ（電撃文庫）
スターシップ・オペレーターズ（電撃文庫）
ブレイドライン アーシア剣聖記（角川スニーカー文庫）
- ブレイドライン アーシア剣聖記 1 （2009年9月）
- ブレイドライン アーシア剣聖記 2 （2010年1月）
- ブレイドライン アーシア剣聖記 3 （2010年7月）
- ブレイドライン アーシア剣聖記 4 （2010年12月）
- ブレイドライン アーシア剣聖記 5 （2011年9月）
- ブレイドライン アーシア剣聖記 6 （2012年6月）

グランクレスト戦記（富士見ファンタジア文庫）
ソード・ワールド短編集所収（富士見ファンタジア文庫）
- 一角獣（ユニコーン）の乙女（『レプラコーンの涙』所収）
- レプラコーンの涙（『レプラコーンの涙』所収）
- 神官戦士が六人（『ナイトウインドの影』所収）
- ふたりの迷宮（ラビリンス）（『ふたりのラビリンス』所収）
- ロマールの罠（『ロマールの罠』所収）
- ただ一度の奇跡（『ただひとたびの奇跡』所収）
- 祝福されざる聖杯に（『虹の舞う海に』所収）

「神官戦士が六人」以降の5作は、連作短編「羽根頭冒険譚」のシリーズである。
シェアード・ワールド・ノベルズ 妖魔夜行作品集所収（角川スニーカー文庫）
- 身飾り（妖魔夜行作品集、『悪魔がささやく』所収）

ミラー・エイジ（グループSNEリレー小説）
- 第2話 石化の呪い

ギャラクシーエンジェル（富士見ファンタジア文庫）
- ギャラクシーエンジェル 1（2002年11月）

ギャラクシーエンジェル（角川書店）
- ギャラクシーエンジェル 廃太子の帰還（2006年3月）

アカシックリコード（NOVEL 0）
- アカシックリコード（2017年6月）

### テーブルトークRPG
- ソード・ワールドRPG - ワールド・デザイン担当
  - ソード・ワールドRPG ワールドガイド
- ロードス島戦記コンパニオン
  - RPGリプレイ ロードス島戦記（全3巻）
- クリスタニアコンパニオン
- クリスタニアRPG
  - レジェンド・オブ・クリスタニア ～はじまりの冒険者たち～ TRPGサウンド・リプレイ
- グランクレストRPG - ワールド・デザイン担当

### その他
- RPG対談 水野良の遊戯空間（ゲームランド）（メディアワークス）
- PlayStation 2用ゲームソフト『ステラデウス』（アトラス） - シナリオ監修。
- Xbox 360用ゲームソフト『インフィニット アンディスカバリー』（スクウェア・エニックス） - シナリオを担当。
- スマートフォン用ゲームアプリ『アカシックリコード』（スクウェア・エニックス） - 原作を担当。
- スマートフォン用ゲームアプリ『ラストグノウシア』（ブシロード） - 監修を担当。